# Jan Říčař
Jan Říčař (* 24. září 1984 Praha) je český politik a podnikatel, v letech 2014 až 2021 zastupitel městské části Praha 11 (v letech 2014 až 2019 navíc radní MČ), v letech 2019 až 2021 člen předsednictva hnutí ANO 2011.

## Život
Vystudoval francouzské gymnázium v Táboře a dále pokračoval na University of New York in Prague v oboru marketing management (získal titul MBA). Podniká v oblasti pohostinství, osobního rozvoje a přímého prodeje. Působí jako ředitel společnosti se zaměřením na prodej zdravotního a čisticího systému Rainbow. Spoluzaložil neziskovou organizaci, která se zabývá vzděláváním a zlepšováním podmínek dětí v dětských domovech, a přispěl k rozvoji galerie současného umění.
Jan Říčař žije v Praze, konkrétně v městské části Praha 11.

## Politická kariéra
Od roku 2013 byl členem hnutí ANO 2011, v listopadu 2017 byl na krajském sněmu zvolen předsedou hnutí ANO 2011 v Praze. V komunálních volbách v roce 2014 byl za hnutí ANO 2011 zvolen zastupitelem městské části Praha 11. V listopadu 2014 se navíc stal radním městské části pro oblast majetku. Ve volbách v roce 2018 post zastupitele městské části obhájil, ve funkci radního však v únoru 2019 skončil.
V komunálních volbách v roce 2018 kandidoval za hnutí ANO 2011 na 63. místě kandidátky do Zastupitelstva hlavního města Prahy, ale neuspěl. Volby nedopadly pro hnutí ANO 2011 úspěšně, a tak jej předseda hnutí Andrej Babiš vyzval k rezignaci. Říčař tuto výzvu nevyslyšel a pražským předsedou hnutí zůstal.
Na V. sněmu hnutí ANO 2011 v Praze byl dne 17. února 2019 zvolen členem předsednictva hnutí. Získal 165 hlasů od 231 delegátů. V srpnu 2021 však rezignoval na funkce člena předsednictva hnutí ANO 2011 a předsedy pražské organizace hnutí ANO 2011. Zároveň oznámil, že odchází z politiky. Jako důvod uvedl, že ztratil naději v to, že by mohl v politice něco změnit. Rovněž vystoupil z hnutí ANO 2011. V srpnu 2021 též složil mandát zastupitele městské části.